# Асенеде
Асенеде (на нидерландски: Assenede) е селище в Северна Белгия, окръг Екло на провинция Източна Фландрия. Населението му е около 13 600 души (2006).